# 185e brigade territoriale
Pour les articles homonymes, voir 185e brigade.
La 185e brigade territoriale est une unité d'infanterie territoriale de l’Armée française, active pendant la Première Guerre mondiale.

## Composition
La brigade est constituée de deux régiments bretons, le 75e régiment territorial d'infanterie de Rennes et le 78e régiment territorial d'infanterie de Saint-Malo.

## Commandants
La brigade est commandée jusqu'au 20 mai 1917 par le général Aurèle Guérin. Par décision du 15 mai, il remplacé par le général Louis Chéré.

## Historique
La 185e brigade doit théoriquement constituer la 93e division d'infanterie territoriale mais cette division n'est jamais mise sur pied.
Une fois mobilisée, la 185e brigade est rattachée le 12 décembre 1914 au gouvernement militaire de Paris. Elle occupe des positions au sud de la capitale. Le 9 décembre 1914, la brigade forme la division d'infanterie provisoire Tassin avec la 9e brigade d'infanterie (détachée de la 5e division d'infanterie). Elle rejoint le front le 12 décembre 1914 au nord-ouest de Reims,. La division provisoire Tassin est renommé division provisoire Guérin (du nom de son général, Maurice Guérin, différent du général Aurèle Guérin commandant la brigade) le 27 avril 1915. La division provisoire devient 122e DI le 15 juin 1915 et la 185e brigade devient isolée mais reste rattachée à la Ve armée.
La brigade garde son secteur de front devant Chenay, mais son état-major devient celui du groupe Guérin, qui assure la défense du secteur de Chenay. La brigade est rattachée au 1er corps d'armée de septembre 1915 à février 1916. Le 31 janvier 1917, le groupe Guérin est dissous. Les deux régiments de la brigade deviennent des régiments de travailleurs au profit de la Ve armée.
Le 12 mars 1917, la brigade passe à la IVe armée. La brigade est dissoute le 27 août 1917.